# 包伙食

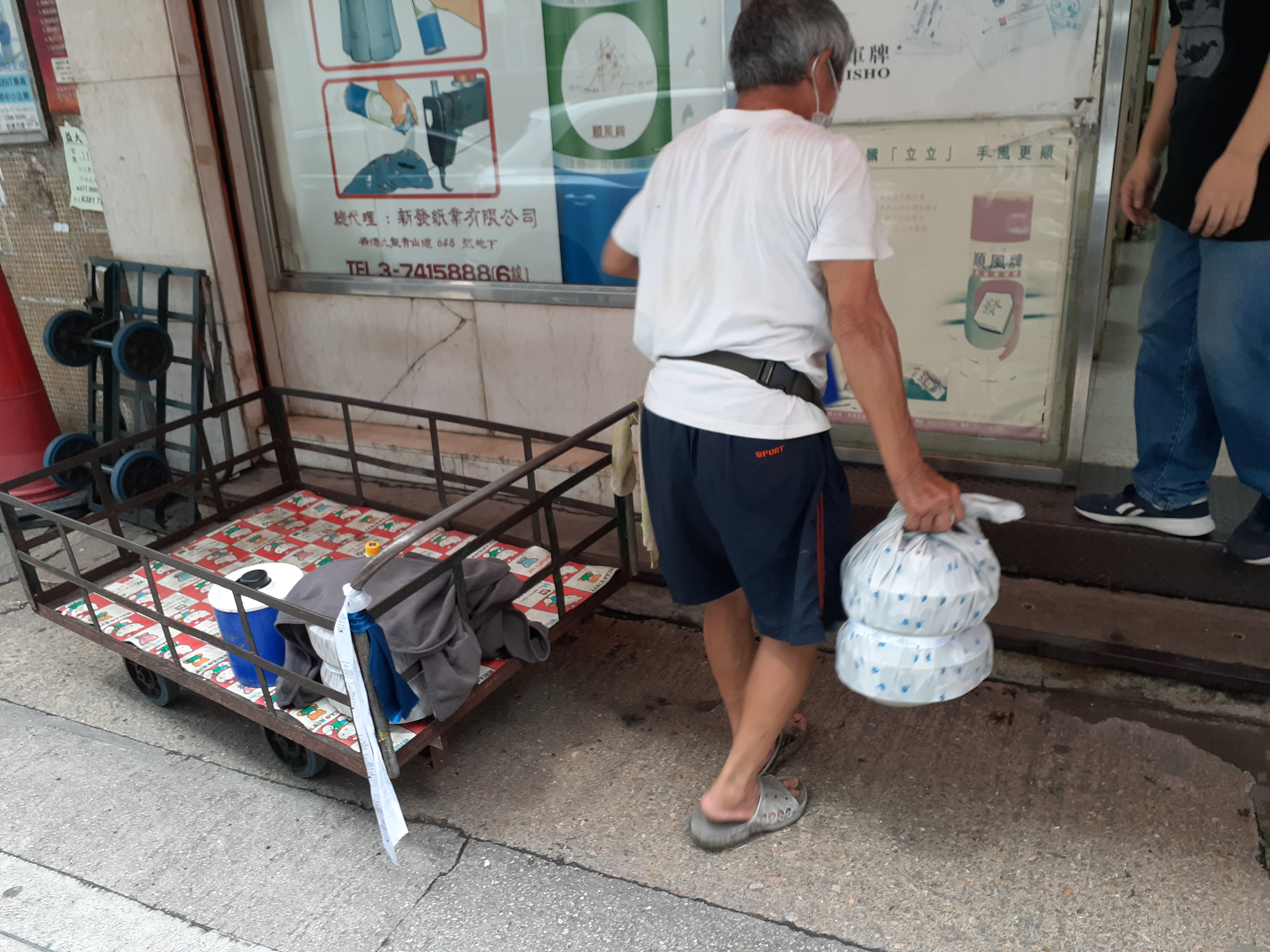

包伙食是一種供膳形式，一般是大排檔或服務公司等兼營的，為辦公室、工廠或商戶、學校等供應膳食。飯、菜餚及湯在供應商的廚房生產，再打包，分派送到訂戶點，一個星期派一次菜單，一星期五天。在工廠區以至商業區，會見到包伙食的員工以腳踏車、手推車、擔挑、布袋等運送飯菜到戶。以前只供應午餐，現在有包伙食公司還供應至星期六和平日晚餐。
在中國大陸及台灣，包伙食可能稱為「外包伙食」或者「伙食外包」。 